# Бенімуслем
Бенімуслем (валенс. Benimuslem, ісп. Benimuslem) — муніципалітет в Іспанії, у складі автономної спільноти Валенсія, у провінції Валенсія. Населення — 645 осіб (2010).

## Географія
Муніципалітет розташований на відстані близько 310 км на південний схід від Мадрида, 40 км на південь від Валенсії.

## Демографія
Динаміка населення (INE ):

## Галерея зображень

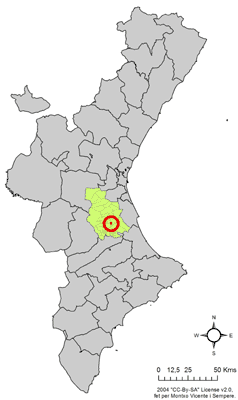
Розташування муніципалітету Бенімуслем у автономній спільноті Валенсія
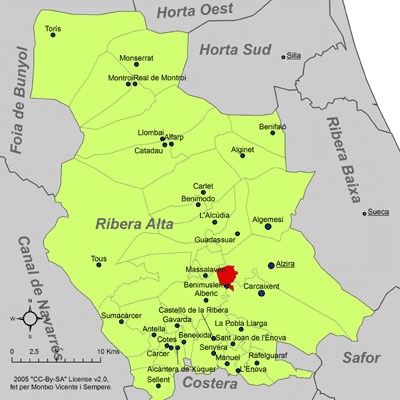
Розташування муніципалітету Бенімуслем у комарці Рібера-Альта